# Nerotica
Nerotica - debiutancki album zespołu Neronia wydany w 2004 r.

## Spis utworów
1. Fast way (4:58)
2. In the mirror (7:12)
3. One moment (7:27)
4. Frost (8:51)
5. Naked pale (6:18)
6. Snow angels (3:53)
7. Feeling blue (6:00)
8. Drenched in tears (6:09)
9. She cat (10:39)

## Muzycy
- Falk Ullmann - śpiew, instrumenty klawiszowe
- Mirko Rudnik - gitary
- Joerg Schaufert - bas
- Robert Zoom - instrumenty perkusyjne

gościnnie wystąpili:
- Rainer Teucher - instrumenty klawiszowe (3, 4, 7, 9)
- Linda Ullmann - chórki